# Kowloon Walled City Park
Kowloon Walled City Park är en park i Hongkong (Kina). Den ligger i den centrala delen av Hongkong. Kowloon Walled City Park ligger 21 meter över havet och är det som är kvar av den gamla stadsdelen Kowloon Walled City.
Terrängen runt Kowloon Walled City Park är lite kuperad.  Centrala Hongkong ligger 6,1 km sydväst om Kowloon Walled City Park. I omgivningarna runt Kowloon Walled City Park växer i huvudsak städsegrön lövskog.